# Gazdag Gyula
Gazdag Gyula (Budapest, 1947. július 19. –) Balázs Béla-díjas magyar filmrendező, forgatókönyvíró.

## Életpályája
Édesapja vegyészmérnök, édesanyja filmvágó volt.
Egyetemi tanár az Los Angeles-i UCLA School of Theater, Film and Television Film, Televízió és Digitális Média Tanszékén illetőleg a budapesti Színház- és Filmművészeti Egyetemen.
1970-ben végzett a Színház- és Filmművészeti Főiskola Film és Televízió rendezés szakán Film és Televízió Főtanszakon (MFA). Főiskolai tanulmányaival egy időben, majd azt követően rendezőasszisztensként dolgozott Szabó István (Bors Máté kalandjai III. [1968], Szerelmesfilm [1970]), Gábor Pál (Horizont [1971]) és más rendezők mellett. 1968–1975 között a Balázs Béla Stúdió tagja, a Stúdió tagsága háromszor választotta meg a vezetőség tagjává (1969–1975). 1977-től, megalapításától 1990-ig az Objektív Stúdió Művészeti Tanácsának tagja volt. 1999-ben a Színház- és Filmművészeti Főiskolán DLA végzettséget szerzett.
Felesége művészettörténész, két gyermekük született.

## Oktatói tevékenysége
- Megbízott főtanszakvezető, UCLA School of Theater, Film and Television, Department of Film, Television, and Digital Media, 2002, Őszi quarter
- Vice Chair of Production, UCLA School of Theater, Film and Television, Department of Film and Television, 1993-1998
- A Film- és Televízió Főtanszak vezetője, Színház- és Filmművészeti Főiskola, 1990-1993
- Filmmaker in residence, American Film Institute, Los Angeles, 1990-1991:
  - Narrative workshop
  - Thesis films counseling
  - Admissions committee
- Distinguished visiting professor: UCLA Department of Film and Television:
  - 1990-1991 Winter Quarter (Film Post-production workshop in Narrative Film)
  - 1990-1991 Fall Quarter (Film Production workshop in Narrative Film)
  - A diákok szavazata alapján nomináció: UCLA Mortar Board Faculty Excellence Award, 1990. május
  - 1989-1990 Spring Quarter (Advanced Directing in Narrative Film és Directing Workshop)
  - 1989-1990 Winter Quarter (Advanced Directing in Narrative Film és Advanced Documentary Editing)
  - 1988-1989 Spring Quarter (Directing and Editing the Narrative Film)
- Artist in residence; Film Directing kurzus, Communication Arts Department, College of Santa Fe, 1989-1990 Őszi szemeszter
- Artist in residence; mesterkurzusok független film- és videoművészek és egyetemi hallgatók részére: Film in the Cities, St. Paul, Minnesota, 1988
- 1985 óta a Színház- és Filmművészeti Főiskolán oktató
- A magyar dokumentumfilm története kurzus: Pedagógiai Főiskola, Esztergom, 1976
- A színészmesterség alapjai kurzus: A Huszonötödik Színház Stúdiója, Budapest, 1974-1975

## Munkái

### Játékfilmek
- Túsztörténet: forgatókönyvíró, rendező; 1988 (gyártó cég: Objektív Stúdió, Budapest)
  - San Sebastian Film Festival, Spanyolország, a Zsűri különdíja a legjobb férfi alakításért: Beri Ary, 1989
  - London Film Festival, Nagy-Britannia, 1989
  - Chicago Film Festival, USA, 1989
  - Göteborg Film Festival, Svédország, 1990
  - Dublin Film Festival, Írország, 1990
  - Westword Denver International Film Festival, USA, 1990
  - AFI Film Festival, Los Angeles, USA, 1990
  - Brighton Film Festival, USA, 1990
  - Toronto International Film Festival, Kanada, 1995
- Hol volt, hol nem volt …: Forgatókönyv – társíró, rendező; 1987 (gyártó cég: Objektív Stúdió, Budapest)
  - A külföldi kritikusok Gene Moskowitz-díja a legjobb filmnek, 19. Magyar Filmszemle, 1987
  - A zsűri díja a legjobb operatőri munkáért, 19. Magyar Filmszemle, 1987
  - Cannes-i Fesztivál, Rendezők Kéthete, Franciaország, 1987
  - Bruxelles, „L’Age d’Or”, Belgium, 1987
  - Locarno Film Festival, a Zsűri különdíja a legjobb férfi alakításért (Vermes Dávid), Svájc, 1987
  - Montreal Film Festival, Kanada, 1987
  - Mill Valley Film Festival, California, USA, 1987
  - Sitges, Festival of Fantastic Cinema, Spanyolország, Grand Prix, 1987
  - Haifa Film Festival, Izrael, 1987
  - London Film Festival, Nagy-Britannia, 1987
  - Cairo Film Festival, Egyiptom, 1987
  - Magyar Filmkritikusok Díja az év legjobb játékfilmjének, 1987
  - Az év 12 legjobb filmjének listája: Village Voice (New York City), USA, 1988
  - Laon Film Festival, Olaszország, 1988
  - Istambul Film Festival, Törökország, 1988
  - Roma Film Festival, Olaszország, 1988
  - Sydney Film Festival, Ausztrália, 1988
  - Melbourne Film Festival, Ausztrália, 1988
  - Wellington Film Festival, Ausztrália, 1988
  - Auckland Film Festival, Ausztrália, 1988
  - Belgrád “Fest ‘88”, Jugoszlávia, 1989
  - Salerno International Film Festival, Olaszország, Nagydíj, 1989
  - Toronto International Film Festival, Kanada, 1995
  - Lincoln Center, New York, USA, “Somewhere in Europe – A History of Hungarian Cinema”, 1998
  - Lee Strasberg Theatre Institute, “First Person Cinema” sorozat, Los Angeles, USA, 2002
  - Kuala Lumpur World Film Festival, Malaysia, 2003
- Elveszett illúziók: Forgatókönyv – társíró, rendező; 1982 (gyártó cég: Objektív Stúdió, Budapest)
  - Az Alkotói Zsűri díja a legjobb forgatókönyvnek: 15. Magyar Filmszemle, 1983
  - Az Alkotói Zsűri díja a legjobb jelmeztervért: 15. Magyar Filmszemle, 1983
  - A Zsűri díja a legjobb női alakításért (Udvaros Dorottya) 15. Magyar Filmszemle, 1983
  - Figuera da Foz International Film Festival, Portugália, CIDALC díj, 1983
  - New York Film Festival, USA, 1983
  - Catania Audio-visual Festival, Olaszország, 1983
  - Sydney Film Festival, Ausztrália, 1984
  - Bergamo Film Festival, Olaszország, 1984
  - Aspen Film Festival, USA, 1986
  - Pacific Film Archive, Berkeley, USA, “Hungarian Cinema Then and Now”, 1998
- A kétfenekű dob: Forgatókönyv – társíró, rendező; 1977 (gyártó cég: Objektív Stúdió, Budapest)
  - Cinemathèque, Párizs, Franciaország, 1978
- Bástyasétány hetvennégy (nyilvános vetítése 1984-ig betiltva): Forgatókönyv – társíró, rendező, társ-vágó; 1974 (gyártó cég: Hunnia Filmstúdió, Budapest)
  - Göteborg Film Festival, Svédország, 1986
  - Festival of Film Musicals, Public Theater, New York, USA, 1987
  - Az év 12 legjobb filmjének listája: Village Voice (New York City), USA, 1987
  - UCLA Film & Television Archive, “Gotta Sing, Gotta Dance – Musicals from Around the World”, Los Angeles, USA, 2000
  - Festival of Banned Films, London, Riverside Studios Cinema, Nagy-Britannia, 2002. február
  - Freedom Film Festival, Berlin, Akademie der Künste, Los Angeles, Clarity Theatre, USA, 2002
- A sípoló macskakő (külföldi vetítése 1979-ig betiltva): Forgatókönyv – társíró, rendező, társ-vágó; 1971 (gyártó cég: Stúdió 2, Budapest)
  - A Magyar Filmkritikusok Díja az év legjobb első filmjének, 1972
  - Göteborg Film Festival, Svédország, 1986
  - Cinemathèque, Montreal, Kanada, 1996
  - XIV Torino International Film Festival, Olaszország, 1996
  - Pacific Film Archive, Berkeley, USA, “Hungarian Cinema Then and Now”, 1998
  - Freedom Film Festival, Berlin, Akademie der Künste, Los Angeles, USA, Clarity Theatre, 2002

### Dokumentumfilmek
- A Poet on the Lower East Side: A Docu-Diary on Allen Ginsberg (Egy költő a Lower East Side-ról) hosszú dokumentumfilm: producer, rendező, vágó, 1997 (gyártó cég: Sundance Channel, USA)
  - 6. Titanic Nemzetközi Filmfesztivál, Budapest, 1998
  - Budapesti Őszi Fesztivál, 1998
  - Boston Museum of Fine Arts, USA, “Beatniks and Poets”, 2002
- Chroniques Hongroises I – II. (Magyar krónikák) hosszú dokumentumfilm: társíró, rendező; 1991 (gyártó cég: IMA Productions, Les Films d’Ici, La Sept, Párizs, Franciaország)
- Társasutazás hosszú dokumentumfilm: író, rendező; 1984 (gyártó cég: Objektív Stúdió, Budapest)
  - Forum des Jungen Films, Berlin, NSzK, 1985
  - Cinéma du Rèel, Párizs, Franciaország, 1985
  - London Film Festival, Nagy-Britannia, 1985
  - Amiens Film Festival, Franciaország, 1986
  - Jewish Film Festival, Brüsszel, Belgium, 1987
- A bankett hosszú dokumentumfilm: író, rendező; 1979 (gyártó cég: Objektív Stúdió, Budapest) (nyilvános vetítése 1982-ig betiltva)
  - A zsűri különdíja a legjobb dokumentumfilmnek, Magyar Filmszemle, 1982
  - A Magyar Filmkritikusok Díja az év legjobb dokumentumfilmjének, 1982
- A határozat hosszú dokumentumfilm: Társíró, rendező, vágó; 1972 Társ-rendező: Ember Judit (gyártó cég: Balázs Béla Stúdió, Budapest) Nyilvános vetítése 1984-ig betiltva)
  - Az Alkotói Zsűri különdíja a legjobb dokumentumfilmnek: 17. Magyar Filmszemle, 1984
  - Forum des Jungen Films, Berlin, NSZK, 1985
  - Edinburgh International Film Festival, Nagy-Britannia, 1985
  - London Film Festival, Nagy-Britannia, 1985
  - New Directors, New Films, Museum of Modern Art, New York City, USA, 1986
  - Minneapolis Film Festival, USA, 1986
  - Jerusalem Film Festival, Izrael, 1986
  - Cinéma du Rèel, Párizs, Franciaország, 1987
  - Minden idők 100 legjobb dokumentumfilmjének listája: International Documentary, Los Angeles, USA, 1996
- A válogatás középhosszú dokumentumfilm: Író, rendező, vágó; 1970 (gyártó cég: Balázs Béla Stúdió, Budapest) (Nyilvános vetítése 1982-ig betiltva)
  - A zsűri különdíja a legjobb dokumentumfilmnek Kőszegi Film Fesztivál, 1970
  - Centre Georges Pompidou, Párizs, Franciaország, 1983
  - Margaret Mead Film Festival, New York City, USA, 1986
- Hosszú futásodra mindig számíthatunk… rövidfilm: Író, rendező, vágó; 1968 (gyártó cég: Balázs Béla Stúdió, Budapest)
  - A zsűri különdíja, Miskolci rövidfilmfesztivál, 1969
  - Oberhausen Film Festival, NSzK, 1969
  - Innsbruck, Ausztria, 1983
  - Centre Georges Pompidou, Párizs, Franciaország, 1983

### Főiskolai vizsgafilmek
- Szeretlek, szervusz, Spanyolország rövid játékfilm (gyártó cég: Színház- és Filmművészeti Főiskola, Budapest) Író, rendező; 1968.
- Előjáték rövid játékfilm (gyártó cég: Színház- és Filmművészeti Főiskola, Budapest) Író, rendező, vágó; 1967.

(A Színház- és Filmművészeti Főiskola programjának része, Nagydíj, Oberhausen Film Festival, NSZK, 1968.)
- Az ünnepnap rövid dokumentumfilm (gyártó cég: Színház- és Filmművészeti Főiskola, Budapest) Író, rendező, vágó; 1966.
- Megy a hajó lefelé… rövid dokumentumfilm (gyártó cég: Színház- és Filmművészeti Főiskola, Budapest) Író, rendező, vágó; 1966.

### Színházi rendezések
A Színházi adattárban regisztrált bemutatóinak száma: 18.
- Tégy a gyűlölet ellen Szabadtéri koncert a gyűlölet ellen Budapest utcáin, 1993.
- Candide (Leonard Bernstein, Hugh Wheeler, Richard Whilbur, John Latouche & Stephen Sondheim) Csiky Gergely Színház, Kaposvár, 1992.
- A kopasz énekesnő (La cantatrice chauve) (Eugène Ionesco) Greer Garson Theater, Santa Fe, 1989.
- Szöktetés a szerájból (Die Entführung aus dem Serail) (Wolfgang Amadeus Mozart) Magyar Állami Operaház, Budapest, 1987.
- Radnóti naplója (Radnóti Miklós) Radnóti Színpad, Budapest, 1986.
- A vihar (The Tempest) (William Shakespeare) Csiky Gergely Színház, Kaposvár, 1986.
- Tom Jones (Henry Fielding) Csiky Gergely Színház, Kaposvár, 1985.
- Pantagleize (Michel de Ghelderode) Csiky Gergely Színház, Kaposvár, 1984.
- A víg özvegy (Die lustige Witwe) (Lehár Ferenc, Victor Leon & Leo Stein) Csiky Gergely Színház, Kaposvár, 1981.
- A melegház (The Hothouse) (Harold Pinter) Csiky Gergely Színház, Kaposvár, 1981.
- A nehéz Barbara (Težka Barbora) (Jan Werich, Jiří Voskovec & Jaroslav Ježek) Csiky Gergely Színház, Kaposvár, 1980.
- Kabaré (Cabaret) (John Kander, Joe Masteroff & Fred Ebb) Csiky Gergely Színház, Kaposvár, 1980.
- Augusztusi vasárnap (Šrpnova Neđele) (František Hrubín) Csiky Gergely Színház, Kaposvár, 1979.
- Candide (Leonard Bernstein, Hugh Wheeler, Richard Whilbur, John Latouche & Stephen Sondheim) Csiky Gergely Színház, Kaposvár, 1978.
- Oszlopos Simeon (Sarkadi Imre) Csiky Gergely Színház, Kaposvár, 1976.
- Május 35 (Erich Kästner, Litvay Nelly, Weöres Sándor, Jeney Zoltán) Csiky Gergely Színház, Kaposvár, 1976.

### Televíziós rendezések
- Soyez les bienvenus I – XIII. Francia nyelvlecke-sorozat, 1981.
- Kedd / A Balázs Béla Stúdió története I – II. dokumentumfilm, 1980. (sugárzása 1991-ig betiltva)
- Bambini di Praga, 1947 (Bohumil Hrabal) TV-film, 1980.
- Mikor megszülettem … dokumentumfilm, 1979. (sugárzása betiltva)
- Az emberi test I – VIII. Tudományos ismeretterjesztő sorozat, 1978.
- Házigazda: Lakatos Menyhért dokumentumfilm, 1978.
- A három jószívű rabló (Thorbjörn Egner) TV-mesejáték, 1978.
- Szűkebb hazánk, a Naprendszer I – VI. Tudományos ismeretterjesztő sorozat, 1976.
- A bevonulás (sugárzása betiltva) dokumentumfilm, 1975. Társrendező: Grunwalsky Ferenc
- Asszonyok a palóc nagycsaládban Néprajzi dokumentumfilm, 1975.
- Boldog békeidők I – VIII. Dokumentumfilm-sorozat, 1973. Társrendező: Grunwalsky Ferenc, Ragályi Elemér

### Hanglemez rendezés
- Szerelmes versek (75 szerelmes vers, a világ- és magyar irodalom klasszikus költőitől) Hungaroton (SLPX 13981-82) 1985.

Retrospektív vetítés-sorozatok:
- Sydney Film Festival, Ausztrália, 1985.
- Museum of Modern Art, New York; USA, 1987.
- Pacific Film Archives, Berkeley; USA, 1987.
- UCLA Film and Television Archive, Los Angeles; USA, 1987.
- Chicago Art Center, Chicago; USA, 1987.
- Film in the Cities, St. Paul; USA, 1987.
- Cleveland Cinematheque, Cleveland; USA, 1987.
- 12th Hong Kong Film Festival; Hong Kong, 1988.
- Boston Museum of Fine Arts, Boston; USA, 1988.
- Art Center, Portland, Oregon; USA, 1988.
- Center for Contemporary Art, Santa Fe; USA, 1989.
- Westword Denver International Film Festival, USA, „Recognition of Outstanding Achievement in the Art of Film”, 1989.
- 36th Robert Flaherty Seminar, USA, 1990.
- UCLA Film and Television Archive, USA, „Hungarian Rhapsody”, 1995.

Vágó 9 filmben, többek között: Vörös Rekviem, rendezte Grunwalsky Ferenc, 1975., Kivételes időszak, rendezte Szörény Rezső, 1970.
Színész, kisebb szerepek 6 filmben, többek között: Szabó István (Tűzoltó utca 25 1973., Bizalom 1979., Redl ezredes 1985.), és Rózsa János (Álmodó ifjúság 1974.), rendezésében.

### Zsűritagságok, alkotóműhelyek
Művészeti vezető: Filmmakers Lab, Sundance Institute, Sundance, Utah, USA, 1997. június óta
Tutor: Binger Institute, Script Development és Script to Screen Program, Amsterdam, Hollandia, 2002. szeptember óta
- A Játékfilm kategória zsűrijének elnöke: 36. Magyar Filmszemle, 2005, Budapest
- Moderátor, Nemzetközi Film panel: “Around the World in 10 Days” 2003 Sundance Film Festival, Park City, 2003. január
- Tutor: Re-Sources 1, Pan European Script Development Workshop, Bled-Selo, Szlovénia, 2002. március
- Művészeti vezető: 5th Central European Screenwriters Lab, Průhonice, Csehország, 2001. november
- Tutor: Triangle 3 CILECT/GEECT/MEDIA II nemzetközi műhely, Chieri, Turin, Olaszország, 2001. február
- A Zsűri elnöke: “Camera Hungaria 2000” Televíziós Fesztivál, Szeged, 2000. december
- Művészeti vezető: 4th Central European Screenwriters Lab, Prága, Csehország, 2000. november
- A Nemzetközi Zsűri tagja: AFI Fest 2000, Los Angeles, 2000. október
- Művészeti tanácsadó: Screenwriters Lab, Sundance Institute, Sundance, Utah, 2000. január
- Művészeti vezető: 3rd Central European Screenwriters Lab, Seregélyes, 1999. augusztus
- A Dokumentumfilm kategória zsűrijének elnöke: 30. Magyar Filmszemle, 1999, Budapest
- A Nemzetközi Zsűri társelnöke: Sundance NHK International Filmmakers Award, 1999 Sundance Film Festival, Park City, Utah, USA
- Tutor: Triangle 2 CILECT/GEECT/MEDIA II nemzetközi műhely, Terni, Olaszország, 1998. október
- Művészeti vezető: 2nd Central European Screenwriters Lab, Seregélyes, 1998. augusztus
- Mentor: First Moonstone Filmmakers Lab, Connemara, Írország, 1997. november
- A válogatóbizottság tagja: Sundance NHK International Filmmakers Award 1997
- Művészeti vezető: First Central European Screenwriters Lab, Seregélyes, 1997. július
- Művészeti tanácsadó: Sundance/Interunion Screenwriters Lab, Búzios, Brazília, 1996. június
- Művészeti tanácsadó: Filmmakers Lab, Sundance Institute, Sundance, Utah, 1996. június
- Művészeti tanácsadó: III. Sundance/IMCINE Screenwriters Lab, Cuernavaca, Mexikó, 1995. november
- Művészeti tanácsadó: Filmmakers Lab, Sundance Institute, Sundance, Utah, 1995. június
- Művészeti tanácsadó: Sundance Screenwriters Lab, Cauquenes, Chile, 1995. március
- a Latin-amerikai Szekció zsűrijének tagja: 1995 Sundance Film Festival, Park City, Utah
- a Kék Szalag zsűri tagja: 11th IDA Documentary Award: International Documentary Association, Los Angeles, 1994
- Művészeti tanácsadó: Filmmakers Lab, Sundance Institute, Sundance, Utah, 1994. június
- A Felügyelő bizottság tagja: European Film College (Ebeltoft, Dánia), 1992-1994
- A Zsűri tagja: 6th és 10th IDA/David Wolper Student Documentary Achievement Award: International Documentary Association (IDA) Los Angeles 1989 és 1993
- A Játékfilm-kuratórium tagja: Magyar Mozgókép Alapítvány, 1989-1993
- A zsűri tagja: 2. Festival International de Programmes Audiovisuels (FIPA) Cannes, 1988
- A zsűri tagja: 2. Festival de la Fédération Internationale des Cinéclubs, Poitiers, Franciaország, 1983
- A zsűri tagja: Rencontres Henri Langlois, Tours, Franciaország, 1978

### Megjelent írások
A Filmvilág című folyóiratban:
- Premier (John Cassavetes) (1979/10/7)
- M. v. [a színházi munkáról] (1980/5/32)
- Ki hallgat ma vonósnégyeseket? (Otar Joszeliani) (1981/10/20)
- Miénk a világ [Film a Balázs Béla Stúdió történetéről] (1981/11/28)
- Kék hegyek, avagy egy hihetetlen történet (1985/10/10)
- Az én kis falum (Jiří Menzel) (1987/11/48)
- Cukorbébi (Percy Adlon) (1989/3/40)
- Félek (Evald Schorm halálára) (1989/5/22)
- Egy költő a Lower East Side-on (1997/11)
- Helyszíni szemle (2000/11)

A Filmkultúra című folyóiratban: 1985/10
- Szeszélyes nyarak (Jiří Menzel)

A „Tavasz és nyár között – A cseh és szlovák film antológiája” című kötetben:
- Szeszélyes nyarak
- Félek (Evald Schorm halálára) Budapest Film – Héttorony Kiadó, Budapest, 1990
- Képes Könyv, 1968-1979; fotók Bölcskey Miklós; Jelenkor, Pécs, 1994 (Ars longa sorozat)

A Muszter című folyóiratban, 2003. szeptember:
- Filmoktatás a UCLA-n

## Díjai, elismerései
- Balázs Béla-díj (1985)
- Érdemes művész (1989)
- A Magyar Köztársasági Érdemrend tisztikeresztje (1997)[6]

## Külső hivatkozások
- [https://wikidata-externalid-url.toolforge.org/?p=345&url_prefix=https://www.imdb.com/&id=nm0003927 nm0003927/ Gazdag Gyula] az Internet Movie Database oldalon (angolul)
- [https://port.hu/jump/person-551 551 Gazdag Gyula] a PORT.hu-n (magyarul)
- Színházi adattár. Országos Színháztörténeti Múzeum és Intézet. (Hozzáférés: 2025. március 18.)